# 김민하 (정치학자)
김민하(金玟河, 1934년 3월 1일~2023년 7월 14일)는 대한민국의 교육자 출신 대학 교수, 정치가, 수필가, 사회기관단체인이다. 본관은 경주(慶州)이며 경상북도 상주 출생이다.
새정치국민회의 최고위원과 새천년민주당 상임고문을 거쳐 민주평화통일자문회의 수석부의장을 지냈다.
그는 지난날 황태성 사건에 연루되어 10년형을 선고받고, 1년 6개월로 감형되어 출소했다.

## 학력
- 경주고등학교 졸업
- 중앙대학교 정치외교학과 학사
- 중앙대학교 대학원 정치외교학과 정치학 석사·정치학 박사

## 경력
- 중앙대학교 총장
- 한국교원단체총연합회  회장
- 세계일보 회장